# Polymer (Zeitschrift)
Polymer ist eine wissenschaftliche Fachzeitschrift für Polymerchemie, die vom britischen Verlag Elsevier verlegt wird. Die erste Ausgabe erschien im Jahr 1960, heute gibt es 26 Ausgaben pro Jahr.
Mehr als 18 Jahre lang, vom Januar 2001 bis zum Juni 2019, war der deutsche Polymerchemiker Axel Müller Herausgeber (Editor-in-Chief) der Zeitschrift; heute ist er im Beirat der Herausgeber (Editorial Advisory Board). Zusammen mit Müller war Stephen Z. D. Cheng als Editor tätig. Momentan ist Benny Freeman von der University of Texas at Austin der federführende Herausgeber, mit Yanchun Han von der Chinesischen Akademie der Wissenschaften als Senior Editor.
Der Impact Factor lag im Jahr 2016 bei 3,684 und für das Jahr 2019 bei 4,231.